# Marketing existencial
Marketing existencial é um livro escrito pelo filósofo Luiz Felipe Pondé. O autor afirma que se trata de uma disciplina nova, situada entre a psicologia e a filosofia da existência, tendo campo de estudo as tentativas de vender significados para a vida.
É usado como referência no livro a filosofia do existencialismo (citando principalmente Søren Kierkegaard) que fundou a ideia que o homem é um ser jogado no mundo sem que uma essência anterior o defina. Esse vazio é o que o marketing existencial tenta preencher vendendo significados. O verdadeiro valor de um produto seria, então, imaterial e invisível.